# WWE Clash of Champions
WWE Clash of Champions é um evento de luta profissional produzido anualmente pela WWE, uma promoção de luta profissional com sede em Connecticut, sendo transmitido ao vivo e disponibilizado apenas por pay-per-view e pelo WWE Network. O evento foi estabelecido em 2016 para o programa Raw, substituindo o Night of Champions como o pay-per-view no calendário de eventos da WWE. Entretanto, a edição de 2017 do evento foi realizada no mês de dezembro, e a partir desse ano, tornou-se um evento exclusivo do programa SmackDown.

## Eventos
Evento exclusivo do Raw.
     Evento exclusivo do SmackDown.
| Evento                    | Data                   | Cidade                | Local                   | Evento principal                                                  | Refs  |
| ------------------------- | ---------------------- | --------------------- | ----------------------- | ----------------------------------------------------------------- | ----- |
| Clash of Champions (2016) | 25 de setembro de 2016 | Indianápolis, Indiana | Bankers Life Fieldhouse | Kevin Owens (c) vs. Seth Rollins pelo Campeonato Universal da WWE | [ 1 ] |
| Clash of Champions (2017) | 17 de dezembro de 2017 | Boston, Massachusetts | TD Garden               | AJ Styles (c) vs. Jinder Mahal pelo Campeonato da WWE             | [ 2 ] |